# 2in Multiple UP Mark III
2in Multiple UP Mark III (nieoficjalnie pig trough, dosł. „świńskie koryto”) – brytyjska wyrzutnia rakietowych pocisków przeciwlotniczych typu Unrotated Projectile używana w okresie II wojny światowej na uzbrojonych statkach handlowych (DEMS). Wyrzutnia została opracowana przez brytyjskiego nowelistę i inżyniera lotniczego Nevila Shute'a.

## Tło historyczne
W początkowym okresie II wojny światowej i jeszcze przed rozpoczęciem skutecznego systemu konwojowego, marynarka handlowa państw sprzymierzonych ponosiła znaczne straty zadawane jej przez lotnictwo, jak i marynarkę III Rzeczy. Na przykład w okresie pomiędzy majem a grudniem 1940 alianci stracili 745 statków handlowych, w tym czasie Niemcy zatapiali znacznie więcej statków, niż było wówczas budowanych, co groziło przerwaniem dostaw wszystkich niezbędnych materiałów i żywności na Wyspy Brytyjskie. W nieprzygotowanej do wojny Wielkiej Brytanii brakowało działek i armat przeciwlotniczych potrzebnych do uzbrojenie statków handlowych i w tej sytuacji zdecydowano się sięgnąć bo bardziej nietypowe rozwiązania. Jedną z zaprojektowanych wówczas broni była wyrzutnia niekierowanych pocisków rakietowych typu Unrotated Projectile zaprojektowana w podlegającym Admiralicji nowo powstałego Department of Miscellaneous Weapons Development (DMWD, w nieco dowolnym tłumaczeniu ale dobrze oddającym sens nazwy „departament ds. rozwoju nietypowych broni”, w oryginale słowo miscellaneous oznacza „różności”, „różnorodny”).

## Historia
Pierwszą bronią przeciwlotniczą zaprojektowaną w DMWM była wyrzutnia niekierowanych pocisków przeciwlotniczych typu Urotated Projectile (UP) o oficjalnej nazwie 2in Multiple UP Mark III, choć zazwyczaj znana jako pig trough lub po prostu trough („świńske koryto”, „koryto”). Broń została zaprojektowana do zestrzeliwania bombowców nurkujących, które po wykonaniu ataku musiały przelecieć bezpośrednio nad atakowanych statkiem. Rakiety UP z racji ich charakteru (unrotated - „niewirujące”, rakiety UP nie były stabilizowane w locie przez rotację dookoła własnej osi, ale jedynie przez niewielkie brzechwy) były bardzo niecelne i salwa oddana ze „świńskiego koryta” była obrazowo porównywana do strzału ze strzelby. Wyrzutnia była dużą, drewnianą, podłużną skrzynką zamontowaną pionowo na dużym stojaku pozwalającym jej się swobodnie kołysać, tak aby na kołyszącym się pokładzie statku celowała zawsze jak najbardziej pionowo w górę. W wyrzutni mieściło się czternaście rakiet UP w dwóch rzędach po siedem rakiet. Rakiety były odpalane elektrycznie.
Pierwsze próby nowej broni odbyły się w piątek, 13 grudnia 1940 na pokładzie uzbrojonego jachtu HMS „Conqueror” należącego przed wojną do Gordona Selfridge'a. W czasie pierwszych testów rakiety sprawiały bardzo wiele problemów, były wyposażone w bardzo delikatne zapalniki które często uzbrajały w już w trakcie transportu i stanowiły poważne zagrożenie nie tyle dla nieprzyjaciela, co ich użytkowników. Uderzeniowy bezpiecznik rakiet uzbrajał się po czterech i pół obrotach wiatraczka, nawet bez wyciągnięcia zawleczki zabezpieczającej i upuszczone rakiety mogły się łatwo same uzbroić.
W trakcie pierwszych prób wyrzutni pierwszą jej ofiarą była celnie trafiona mewa, która pechowo dla niej przelatywała nad „Conquerorem” w trakcie testów. Inną ofiarą był także raniony w pośladki przez przedwcześnie eksplodującą rakietę marynarz, jedna z salw rakiet opadając już w dół trafiła w maszynownię „Conquerora”.
Ostatecznie, po rozwiązaniu problemów z zapalnikami pocisków, wyrzutnie pig trough zostały zainstalowane na wielu uzbrojonych statkach handlowych jako pierwsza wyrzutnia rakietowa używana na cywilnych statkach towarowych. Nie była to broń lubiana i specjalnie udana z racji bardzo niskiej celności rakiet, ich dużej zawodności oraz braku stabilizacji podstawy wyrzutni, która nie zapewniała odpowiedniej stabilizacji dla samej wyrzutni.
Łącznie „świńskie koryta” zostały zamontowane na 122 statkach.